# Schwarzach bei Nabburg

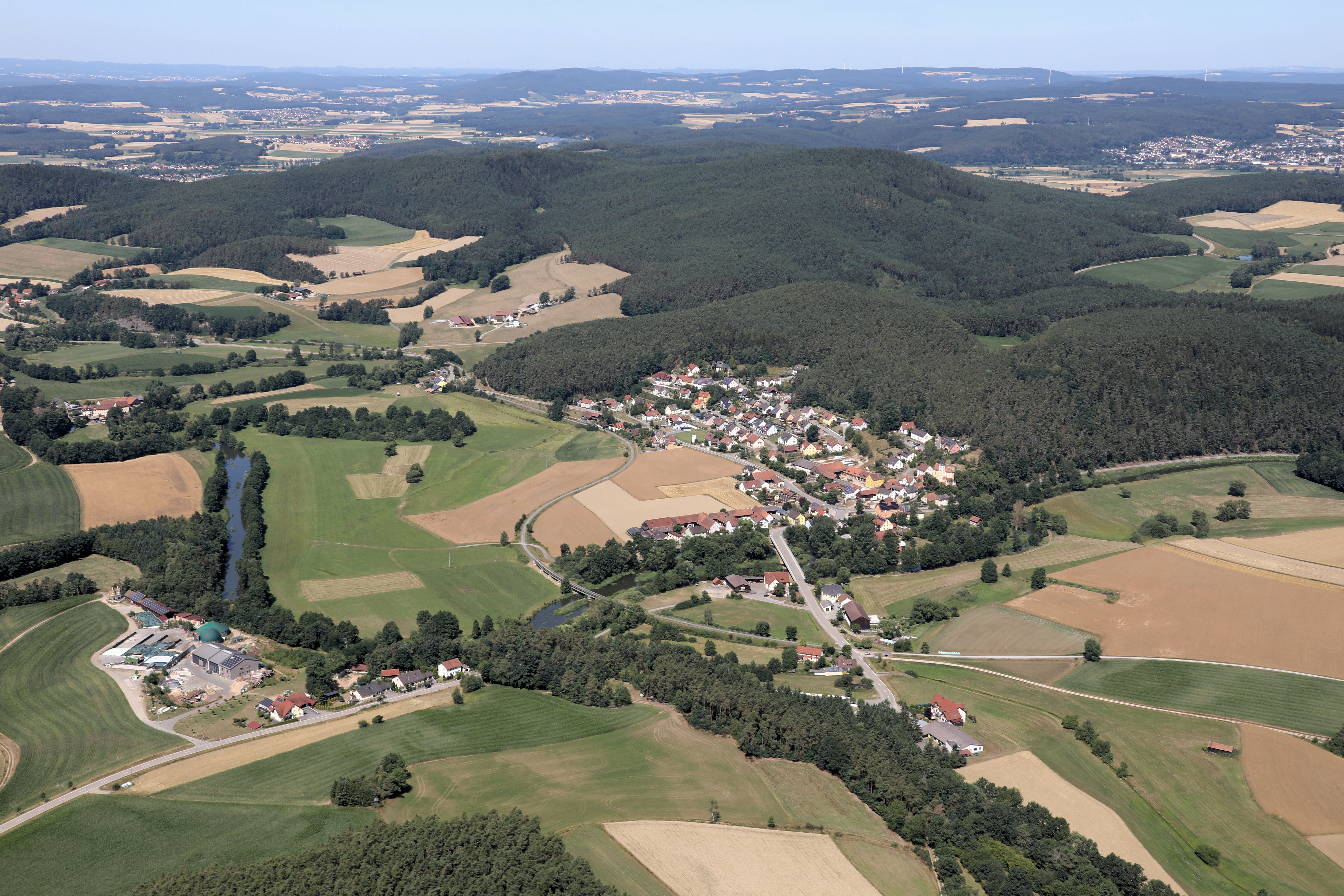
Schwarzach bei Nabburg (2022)

Schwarzach bei Nabburg (amtlich Schwarzach b.Nabburg) ist eine Gemeinde im Oberpfälzer Landkreis Schwandorf. Die Gemeinde ist Mitglied der Verwaltungsgemeinschaft Schwarzenfeld.

## Geographie
Die Gemeinde liegt in der Region Oberpfalz-Nord am Fluss Schwarzach, der bei Schwarzenfeld in die Naab mündet.

### Gemeindegliederung
Es gibt 15 Gemeindeteile (in Klammern ist der Siedlungstyp angegeben):
- Altfalter (Kirchdorf)
- Auhof (Einöde)
- Dietstätt (Weiler)
- Furthmühle (Weiler)
- Oberwarnbach (Weiler)
- Öd (Weiler)
- Ödgarten (Einöde)
- Richt (Dorf)
- Sattelhof (Einöde)
- Schwarzach b.Nabburg (Pfarrdorf)
- Sindelsberg (Einöde)
- Unterauerbach (Pfarrdorf)
- Unterwarnbach (Weiler)
- Weiding (Dorf)
- Wölsendorf (Kirchdorf)

Es gibt die Gemarkungen Altfalter, Schwarzach b.Nabburg, Unterauerbach und Weiding in Schwarzach.

### Nachbargemeinden
Die Nachbargemeinden (im Uhrzeigersinn) sind: Nabburg, Altendorf (Landkreis Schwandorf), Neunburg vorm Wald, Schwarzenfeld und Stulln.
| Stulln 7 km        | Nabburg 8 km                                | Altendorf (Landkreis Schwandorf) 6 km |
| Schwarzenfeld 9 km | Kompassrose, die auf Nachbargemeinden zeigt | Altendorf (Landkreis Schwandorf) 6 km |
| Schwarzenfeld 9 km | Schwarzenfeld 9 km                          | Neunburg vorm Wald 16 km              |

## Geschichte

### Bis zur Gemeindegründung
Der Gemeindeteil Wölsendorf wurde 1015 erstmals erwähnt. Schwarzach gehörte zum Rentamt Amberg und zum Landgericht Nabburg des Kurfürstentums Bayern. Im Zuge der Verwaltungsreformen in Bayern entstand mit dem Gemeindeedikt von 1818 die Gemeinde.
In Schwarzach bestand auch ein Eisenhammer, der vom Wasser der Schwarzach betrieben wurde. Aus einem Bericht des Johann German Barbing an den Kurfürst Ferdinand Maria vom 16. Januar 1666 heißt es: „Schwarzach. Ein Eisen- oder Schinhammer, welcher Egid Steiner der Jüngere von den Dimpfl'schen Erben zu Regensburg käuflich an sich gebracht hat; er ist gangbar und das Arzt wird teils von Sulzbach, teils von Amberg beigebracht.“

### Eingemeindungen
Im Zuge der Gebietsreform in Bayern kamen am 1. Januar 1974 Gebietsteile der Gemeinde Unterauerbach zu Schwarzach. Am 1. Januar 1975 wurde die bis dahin selbständige Gemeinde Altfalter, die am 1. Januar 1971 um die Gemeinde Weiding vergrößert worden war, eingegliedert.

### Einwohnerentwicklung
| Jahr      | 1961 | 1970 | 1987 | 1991 | 1995 | 2000 | 2005 | 2011 | 2015 | 2020 |
| Einwohner | 1325 | 1360 | 1372 | 1459 | 1468 | 1486 | 1552 | 1513 | 1449 | 1403 |

## Politik

### Gemeinderat
Die Gemeinderatswahl 2020 ergab folgende Stimmenanteile und Sitzverteilung:
| Partei/Liste                                               | Sitze |
| ---------------------------------------------------------- | ----- |
| Freie Wählergemeinschaft Altfalter-Weiding-Richt (FWG AWR) | 4     |
| Freie Wählergemeinschaft Wölsendorf (FWG Wölsendorf)       | 3     |
| Freie Wählergemeinschaft Schwarzach (FWG Schwarzach)       | 3     |
| Freie Wählergemeinschaft Unterauerbach (FWG Unterauerbach) | 2     |

### Bürgermeister
Zum 31. Dezember 2024 legte Bürgermeister Franz Grabinger sein Amt aus gesundheitlichen Gründen nieder. Da innerhalb der Frist keine Kandidaten nominiert worden waren, kam es am 23. Februar 2025 zu einer Urwahl des 1. Bürgermeisters der Gemeinde Schwarzach b. Nabburg. Aus dieser ging Michael Wilfahrt mit 62,5 % der Stimmen als Sieger hervor, der Erstunterlegene Alfred Lohbauer erhielt 9,3 %. Insgesamt wurden 62 verschiedene Namen bei der Urwahl auf die Stimmzettel geschrieben.

### Wappen

Wappen von Schwarzach bei Nabburg

Blasonierung: In Silber ein schwarzer Wellenbalken, darüber ein blauer Pflug, darunter zwischen je zwei übereinander stehenden blauen Sternen eine blaue Grubenlampe. Wappenführung seit 1987

## Natur
- Das Naturschutzgebiet Charlottenhofer Weihergebiet

## Wirtschaft und Infrastruktur

### Wirtschaft einschließlich Land- und Forstwirtschaft
Im Jahre 2020 gab es nach der amtlichen Statistik 102 sozialversicherungspflichtig Beschäftigte am Arbeitsort, darunter in Land- und Forstwirtschaft, Fischerei 5, im produzierenden Gewerbe 73. Sozialversicherungspflichtig Beschäftigte am Wohnort gab es insgesamt 657.
Im verarbeitenden Gewerbe gab es keine mit 20 oder mehr Beschäftigten, im Bauhauptgewerbe zwei Betriebe. Im Jahr 2020 bestanden 40 landwirtschaftliche Betriebe. In 2016 wurden 1301 ha landwirtschaftlich genutzt, davon waren 884 ha Ackerland.

## Sonstiges
Im Kirchfriedhof zu Schwarzach sind die Großeltern des Komponisten Max Reger bestattet.
Diese waren der Schneider Georg Reger (1818 bis 11. Juli 1879) und seine Frau Katharina (geborene Jakob, 1812 bis 1. Mai 1880).
Eine Gedenktafel gleich rechts beim Eingang in den Friedhof weist darauf hin.

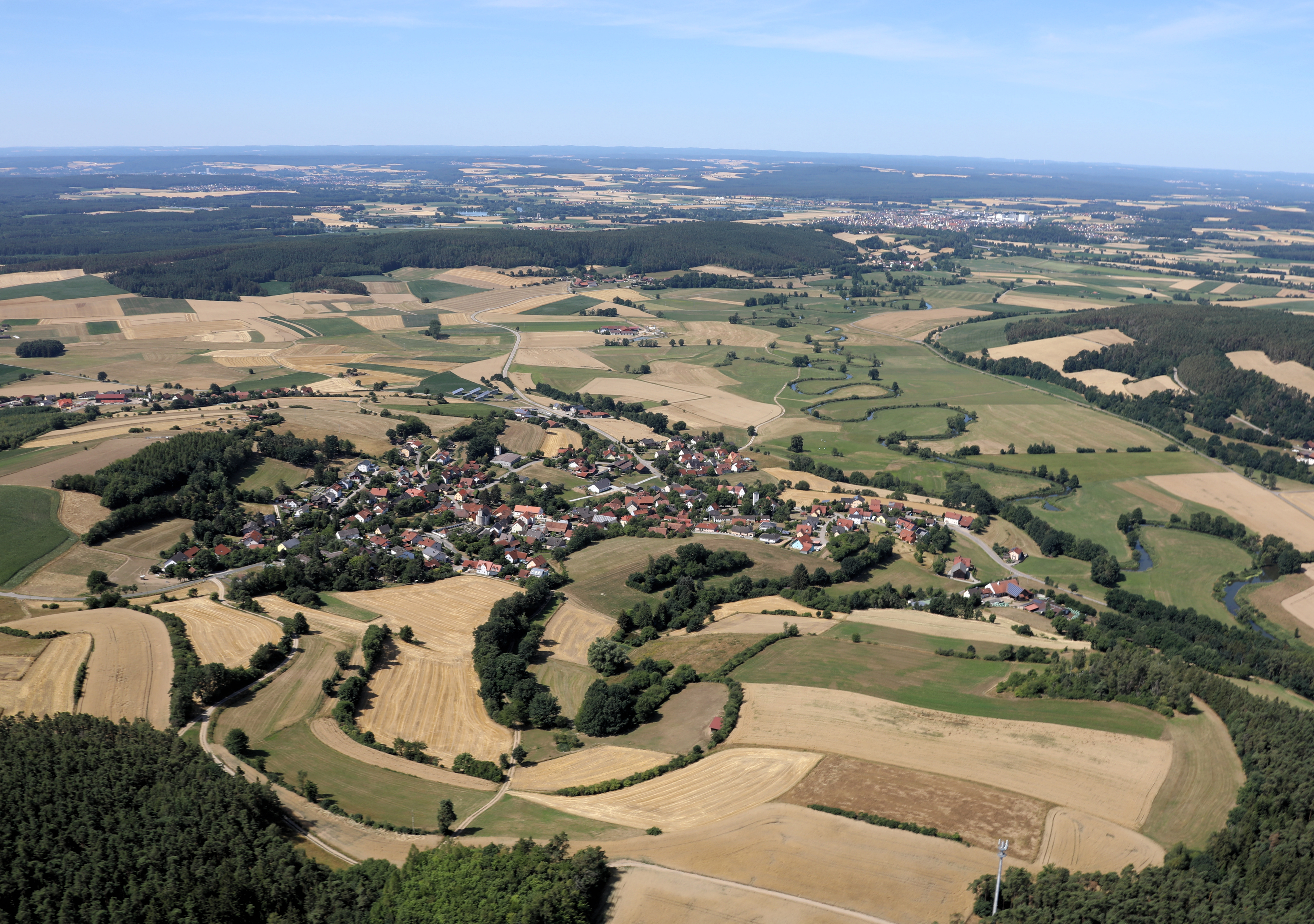
Altfalter mit Schwarzach (2022)
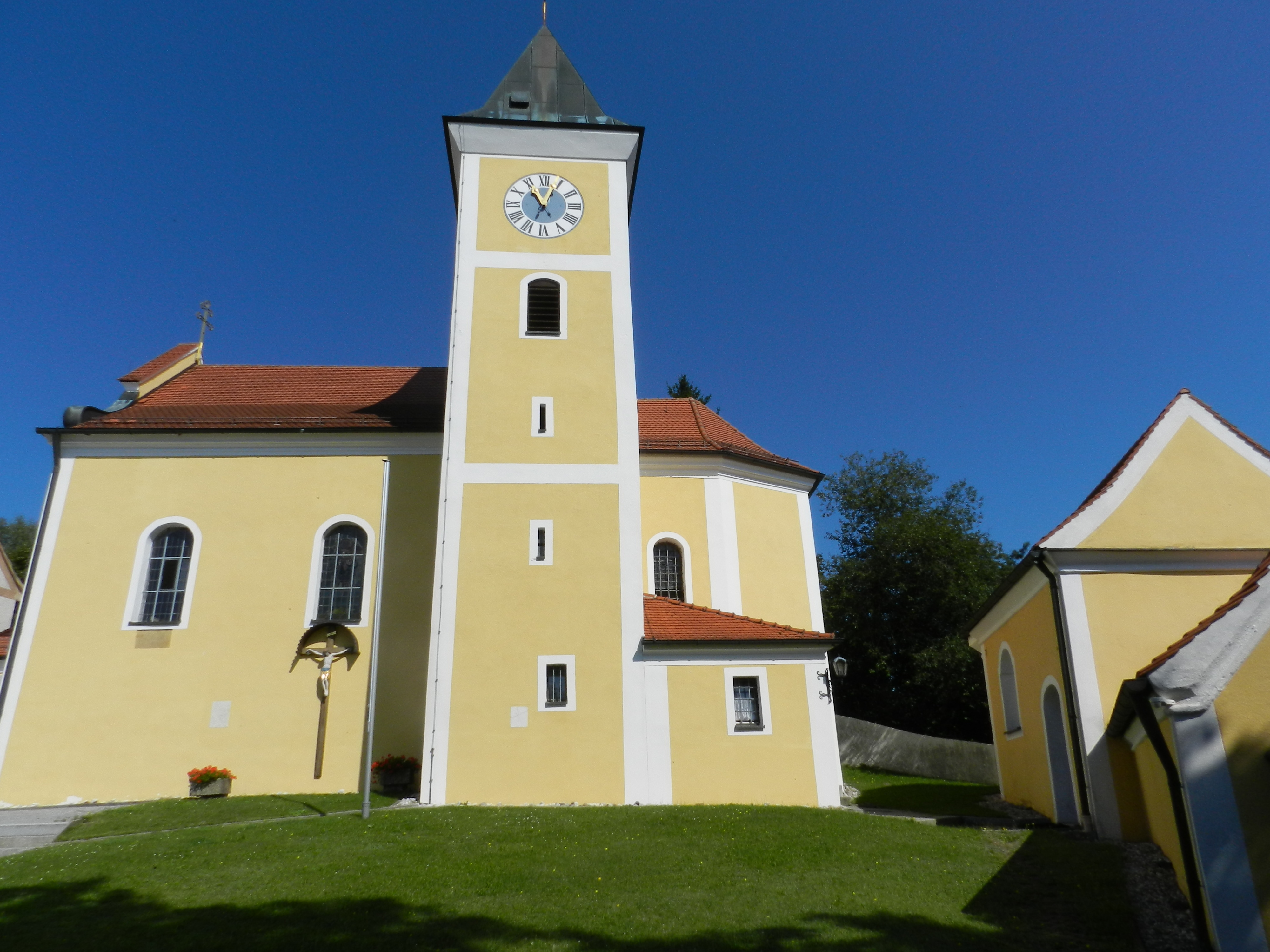
St. Ulrich (2011)
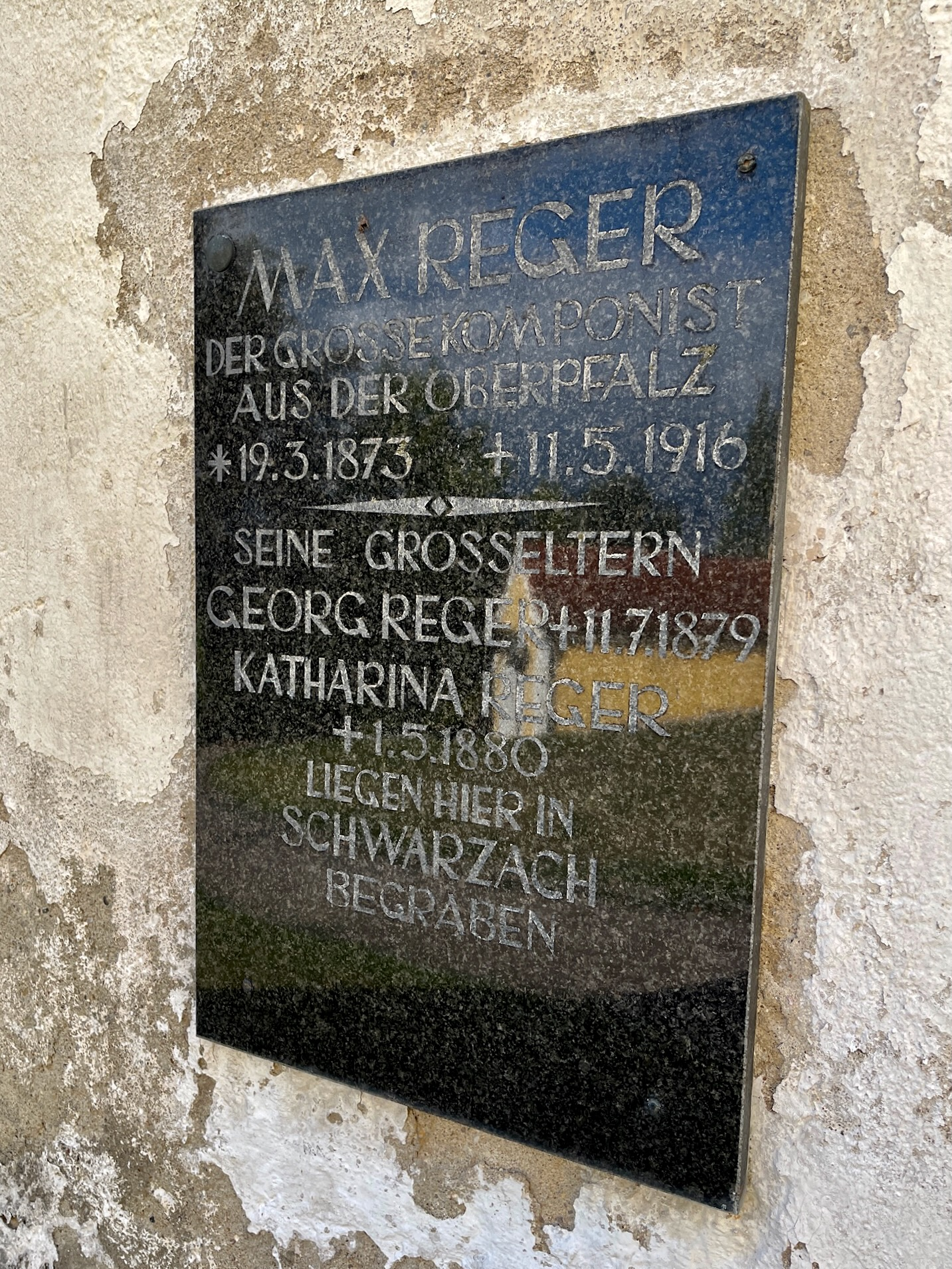
Max Reger Gedenktafel (2022)
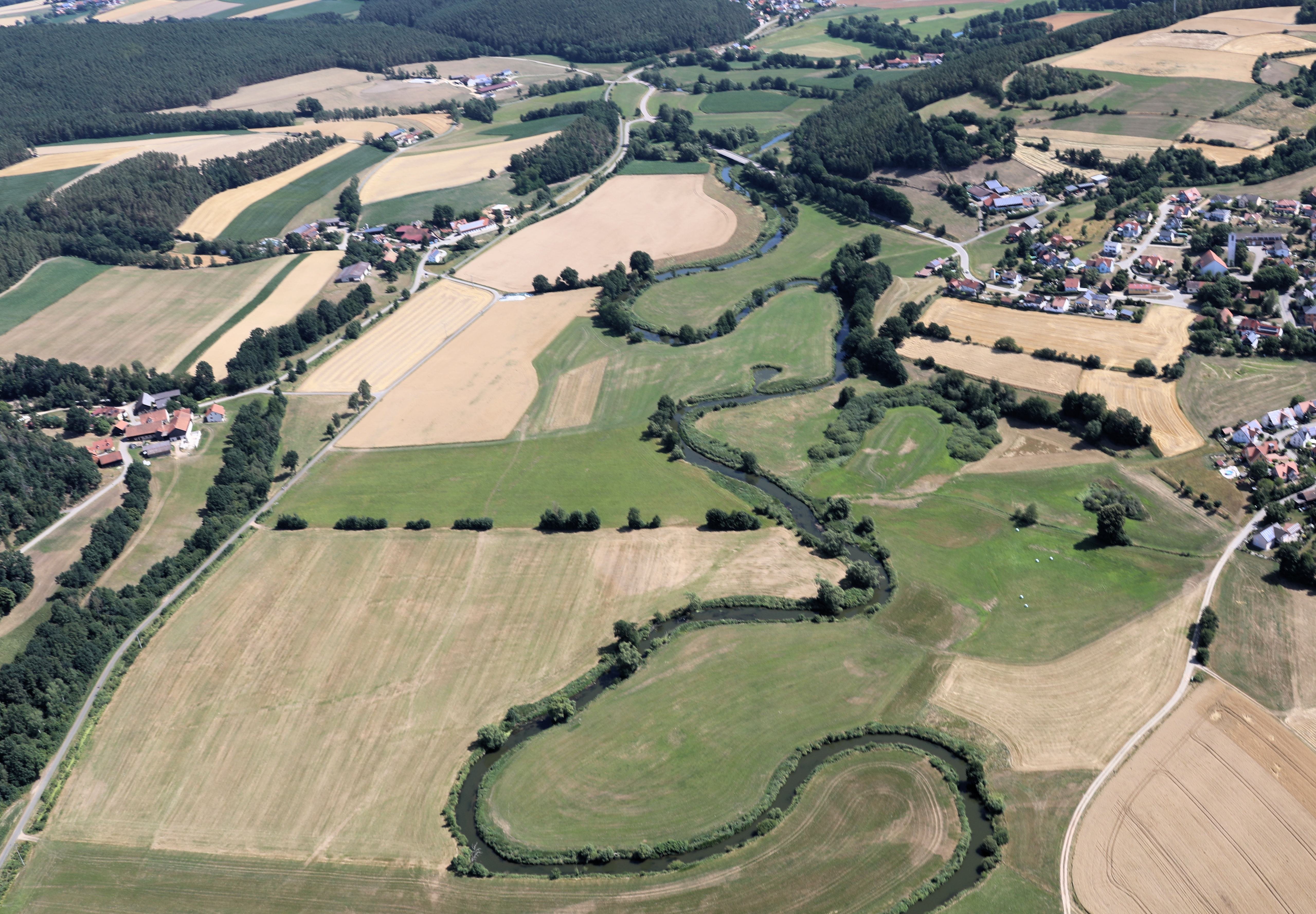
Die Schwarzach (2022)
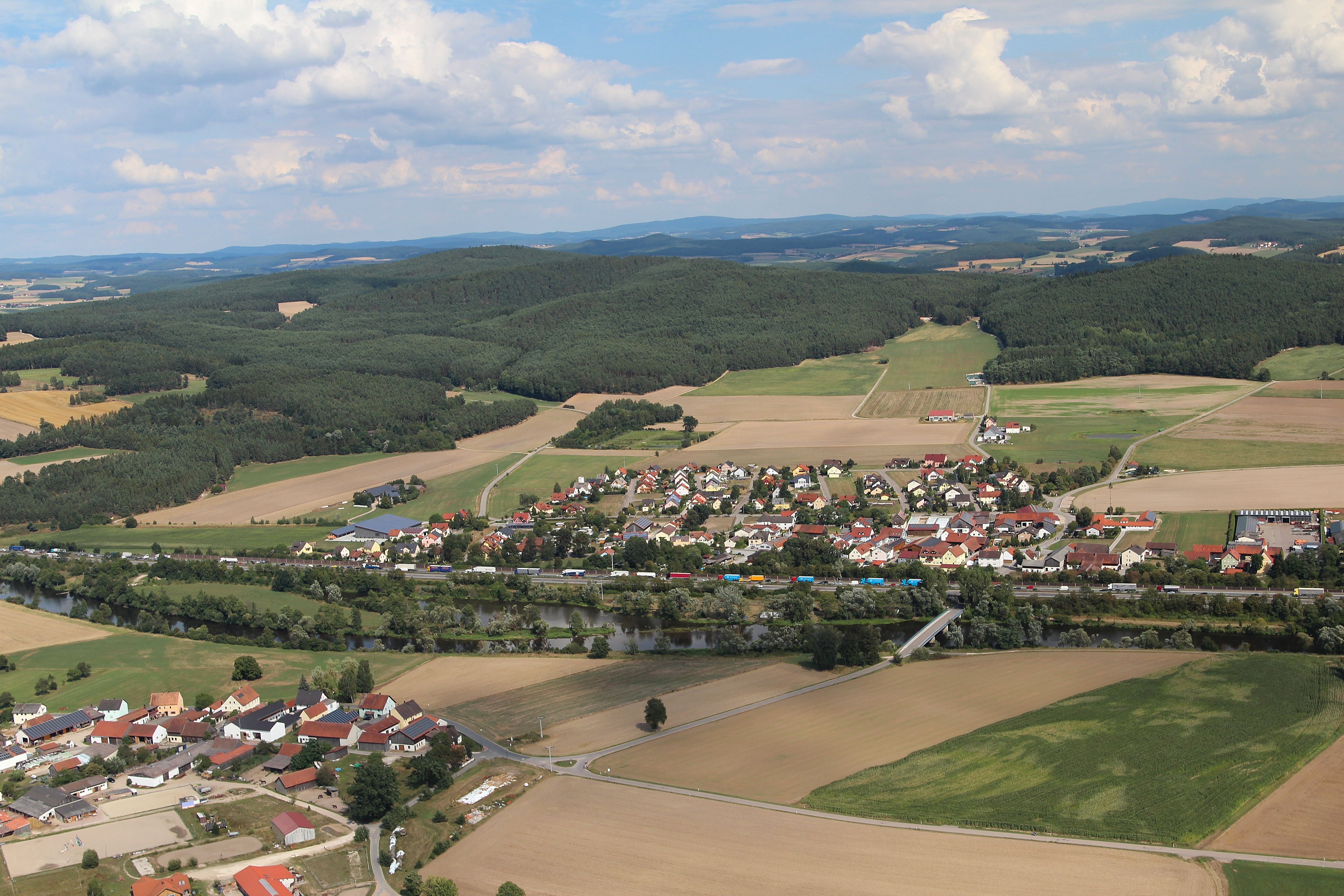
Wölsendorf (2013)